# 炎の大捜査線2
『炎の大捜査線2』（ほのおのだいそうさせん2）は、1995年に台湾・香港で製作された映画である。

## ストーリー
刑事のヤン（金城武）は、巨大な麻薬組織があるというタレコミを受けて乗り込むが、そこには既に他の警察がおとり捜査として入り込んでいた。そのことを知らなかったヤンは、おとり警察官を射殺してしまう。懲戒免職となったヤンは、バーで酒びたりになっているところをかつて自分が逮捕した不良に挑発される。
そして、ヤンはその不良を射殺してしまい、火燒島へ収監されることに…。

## キャスト
| 役名             | 俳優               | 日本語吹替                                          |
| 役名             | 俳優               | VHS版                                               |
| ---------------- | ------------------ | --------------------------------------------------- |
| ヤン             | 金城武             | 宮本充                                              |
| リン             | ニッキー・ウー     | 松本保典                                            |
| クー所長         | アンソニー・ウォン | 福田信昭                                            |
| ダー             | ン・マンタ         | 青山穣                                              |
| リャン           | チウ・ジーキョン   | 水島裕                                              |
| パオ             | ジャクソン・ルー   | 中田和宏                                            |
| オールド・イェン | チャン・ズーチャン | 池田勝                                              |
| 囚人             | ウォン・ヤッフェイ | 岩田安生                                            |
| リンの妻         | イヴォンヌ・ヤン   | 小野美幸                                            |
| その他           | N/A                | 乃村健次 岩田安生 堀越真己 松本大 高瀬右光 樫井笙人 |
| 日本語版スタッフ |                    |                                                     |
| 演出             | 演出               | 小林守夫                                            |
| 翻訳             | 翻訳               | 島伸三                                              |
| 調整             | 調整               | オムニバス・ジャパン                                |
| 制作             | 制作               | タキコーポレーション 東北新社                       |

## 前作との共通点
- 基本的に前作『炎の大捜査線』との関連は無い。
- しいて言うなら、前作で看守だった人物が今作でゲイの囚人として出演している。
- 一部に前作と同じBGMが使われている（ヤンが、拳銃で不良を射殺してしまうシーンなど）。